# Родовище платформного типу
Родовище платформного типу (рос. месторождение платформенного типа; англ. platform-type field; нім. Plattformlagerstätte f) – родовище вуглеводнів, приурочене до платформної тектонічної структури.

## Загальна характеристика
Для родовища платформного типу найхарактерніші: відносно проста тектонічна будова, малі кути падіння пластів (часто до 1–2°); поклади пластові склепінчасті, пластові літологічно екрановані, масивні; неоднорідна будова продуктивних пластів; великі розміри водонафтових (газоводяних) зон; переважно пружноводонапірний режим, який переходить у режим розчиненого газу (газовий).